# Antoni Jerzykowski
Antoni Jerzykowski (ur. 30 maja 1819 w Poznaniu, zm. 1 września 1889 tamże) – profesor, doktor, polski filolog klasyczny, pedagog.
Ojciec Stanisława Jerzykowskiego.
Studiował na Wydziale Filologicznym Uniwersytetu Wrocławskiego. Tytuł doktora otrzymał za rozprawę o twórczości Tukidydesa. W latach 1842–1845 pracował w Gimnazjum w Trzemesznie, w latach 1845–1857 w Królewskim Katolickim Gimnazjum w Ostrowie. Podczas pracy w Ostrowie otrzymał, w roku 1847, tytuł Oberlehrer (Starszy Nauczyciel). W 1848 roku był świadkiem i uczestnikiem wydarzeń Wiosny Ludów. 17 kwietnia 1848 Prusacy przeprowadzili w jego mieszkaniu rabunkową rewizję. Od 1857 roku ponownie pracował w gimnazjum trzemeszeńskim. 5 marca 1863 roku szkoła została rozwiązana za udział uczniów w powstaniu styczniowym, a sam dr Jerzykowski został przeniesiony do Poznania. Od roku 1863 do przejścia na emeryturę w roku 1881 pracował w Gimnazjum św. Marii Magdaleny w Poznaniu, gdzie też zarządzał m.in. specjalną, liczącą około 600 tomów, biblioteką alumnacką. Podczas pracy w Poznaniu otrzymał tytuł profesora.
Autor rozpraw i prac z dziedziny filologii klasycznej, polskiej (zarys gramatyki polskiej), popularnych, wielokrotnie wznawianych podręczników do nauki języka niemieckiego (Gramatyka niemiecka do szkolnego i prywatnego użycia Ostrów, Pleszew 1846, siedmiokrotnie wznawiana gramatyka niemiecka dla uczniów niższych klas), geografii (Jeografia do szkólnego i prywatnego użycia wyd. trzecie Trzemeszno 1854), języka łacińskiego (Zadania do tłumaczenia z polskiego na łacińskie ze słowniczkiem polsko-łacińskim dla średnich klas Leszno 1852), historii Polski (wydana pod pseudonimem Feliks Antoniewicz, służyła uczniom w pracy samokształceniowej), historii powszechnej.
Pochowany został na nowym Cmentarzu Farnym w Poznaniu.

## Wybrane publikacje
- Commentatio de quinque locis historiae Thucydideae 1850
- Słownik do Korneliusza Neposa biografów i Juliusza Cezara wojny z Galami Krotoszyn 1850